# أرتيوم سوكول
أرتيوم سوكول (الروسية: Сокол, Артём Денисович) هو لاعب كرة قدم روسي في مركز الدفاع، ولد في 11 يونيو 1997 في موسكو في روسيا. لعب مع أرسنال تولا وسبارتاك موسكو.

## وصلات خارجية
- أرتيوم سوكول على موقع قاعدة بيانات كرة القدم.إي يو (الإنجليزية)
- أرتيوم سوكول على موقع Soccerway.com (الإنجليزية)
- أرتيوم سوكول على موقع عالم كرة القدم.نت (الإنجليزية)